# Karl Maksimovič Gertsdorf
Baron Karl Maksimovič Gertsdorf (rusko Карл Максимович Герцдорф), ruski general danskega rodu, * 1761, † 1813.
Bil je eden izmed pomembnejših generalov, ki so se borili med Napoleonovo invazijo na Rusijo; posledično je bil njegov portret dodan v Vojaško galerijo Zimskega dvorca.

## Življenje
5. junija 1788 je vstopil v rusko vojaško službo s činom stotnika pri Astrahanskemu grenadirskemu polku. Sodeloval je v rusko-turški vojni v letih 1787-91. 
5. julija 1798 je postal poveljnik Sevskega mušketirskega polka in 2. novembra istega leta je bil povišan v polkovnika. 
20. februarja 1800 je bil povišan v generalmajorja ter imenovan za poveljnika Uglickega mušketirskega polka. Sodeloval je v kampanji leta 1806-07. 
12. junija 1812 je postal predsednik vojaškega sodišča 1. zahodne armade. Od 30. decembra 1812 naprej je sodeloval v Orelski provinci pri ustanovitvi legije iz francoskih, italijanskih in nizozemskih vojnih ujetnikov.